# Pięknosuseł górski
Pięknosuseł górski (Callospermophilus madrensis) – endemiczny gatunek gryzonia z rodziny wiewiórkowatych. Zamieszkuje tereny w meksykańskim stanie Chihuahua. 

## Systematyka
Na podstawie badań filogenetycznych (2009) z rodzaju Spermophilus wydzielono nowy rodzaj Callospermophilus, który objął także C. madrensis (uprzednio Spermophilus (Callospermophilus) madrensis). Epitet gatunkowy jest eponimem przyjętym od lokalizacji gatunku w paśmie górski Sierra Madre Zachodnia.

## Morfologia
Pięknosuseł górski jest blisko spokrewniony z Callospermophilus lateralis zamieszkującym tereny w Stanach Zjednoczonych i w Kanadzie. Zachowuje też znaczne podobieństwo morfologiczne. Ubarwienie również podobne, ale czarne pasy na grzbiecie są wyraźnie krótsze i słabo zaznaczone. Białe pasy docierają do nasady ogona. Inną cechą różniącą obydwa gatunki jest szerokość czaszki. Pięknosuseł górski ma czaszkę węższą niż pięknosuseł złocisty.
| Część ciała             | przedział  | wymiar średni |
| ----------------------- | ---------- | ------------- |
| długość tułowia z głową | 215–253 mm | 233 mm        |
| długość kręgów ogona    | 40–82 mm   | 61 mm         |
| długość łap tylnych     | 31–42 mm   | 38,1 mm       |
| długość uszu            | 18–28 mm   | 21,5 mm       |
| masa ciała              | 109–198 g  | 156 g         |

## Rozmieszczenie geograficzne
Zamieszkują tereny w meksykańskim stanie Chihuahua. Typowa lokalizacja: Sierra Madre, koło Guadalupe y Calvo. Zajmują tereny na wysokości 3000–3750 m n.p.m.